# クリストファー・パーカー
クリス・パーカー（Chris Parker、1950年 - ）は、アメリカ合衆国イリノイ州シカゴ出身のドラマー。
「エンサイクロペディア・オブ・ソウル」（1960年代 -）、後の「スタッフ」（1970年代 - 1980年代）に参加した。
ジュリアード学院などで講師を務める。
ブレッカー・ブラザーズ、ボブ・ディラン、ナタリー・コール、アレサ・フランクリン、マイルス・デイヴィス、フレディ・ハバード、ジェームス・ブラウン、大貫妙子など、多くのミュージシャンのレコーディングに参加、ボズ・スキャッグス、ジョー・コッカー、矢野顕子などのツアーに参加。

## 経歴
3歳でドラムを叩き始め、11歳でプロのステージに立つ。19歳のとき、ポール・バターフィールドのレコーディングとツアーに参加。
1970年代になるとニューヨークのスタジオ・ミュージック・シーンで活動、いろいろなミュージシャンの数々のレコーディングに参加する。フュージョン・バンド、「スタッフ」にはその前身の「エンサイクロペディア・オブ・ソウル」として活動していた1970年代より参加していたが、彼がブレッカー・ブラザーズのツアーで、ゴードン・エドワーズとのライブに参加できなくなり、クリスがスティーヴ・ガッドを紹介。クリスの身が空いてからは、コーネル・デュプリーの案でツイン・ドラムの編成となった。
1980年代は『サタデー・ナイト・ライブ』のドラマーを務める。

## 参照情報
- 公式ウェブサイト 2010年6月25日閲覧.
- 矢野顕子トリオ 2010年6月25日閲覧.